# ۳/۴ (فیلم)
۳/۴ (انگلیسی: 3/4) یک فیلم درام به کارگردانی ایلیان متیوف است که در سال ۲۰۱۷ منتشر شد.